# Естонське національне пробудження
Естонське національне пробудження (ест. Ärkamisaeg) — термін, яким позначають процес усвідомлення естонцями себе як нації, що має право на самовизначення. Процес розпочався приблизно у 1850-их, коли простолюд отримав більші права, і тривав до проголошення незалежності Естонії у 1918 році. Національним пробудженням іноді називають також події 1987—1988 років у Радянській Естонії.

## Історія

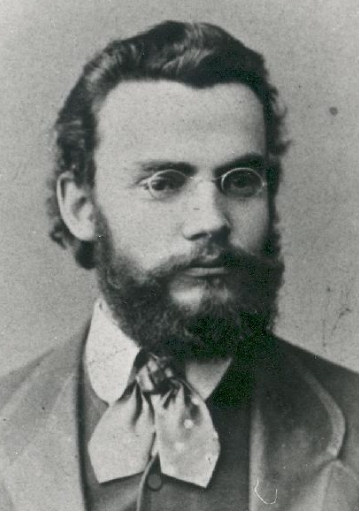
Карл Роберт Якобсон

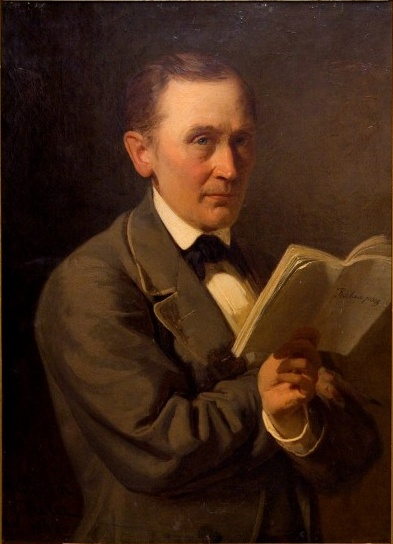
Фрідріх Крейцвальд читає рукопис Калевіпоегу. Картина Йоганна Келера

Хоча національна свідомість естонців набула сили в ХІХ ст., певні ознаки усвідомлення своєї етнічної особливості спостерігалися й раніше. У кінці 18 ст. самоназва eestlane поширилася в Естонії поряд із старою назвою maarahvas. На той час Естонія належала Російській імперії. Естонський переклад Біблії побачив світ 1739 року, а число брошур естонською мовою зросло від 18 у 1750-их до 54 у 1790-их. До кінця століття більша половина дорослих естонських селян уміла читати. Серед перших людей з університетською освітою, що ідентифікували себе естонцями були Фрідріх Роберт Фельманн (1798—1850), Крістьян Яак Петерсон (1801—1822) та Фрідріх Рейнхольд Крейцвальд (1803—1882). Владна еліта залишалася здебільшого німецькою за мовою й культурою. Балтійський німецький письменник Гарліб Меркель (1769—1850) був одним із перших естофілів і ставився до естонців, як до народу рівного з іншими народами. Він став натхненником естонського національного руху, який до середини 19 ст. ставив собі за взірець культурний світ балтійських німців. Однак, з середини століття такі естонські лідери як Карл Роберт Якобсон (1841—1882), Якоб Гурт та Йоганн Вольдемар Яннсен (1819—1890) стали амбіційнішими й потягнулися в напрямку фінів, національний рух яких на той час був дуже успішним, а також до певної міри до сусідів латвійців та їхнього руху Молодолатишів.
Значними культурними досягненнями стали публікація 1862 року Калевіпоегу та організація 1869 року першого пісенного фестивалю. До кінця 1860-х естонці вже не бажали миритися з німецькою культурною й політичною гегемонією. До спроби русифікації в 1880-х і 1890-х їхнє ставлення до Російської імперії було позитивним.
1891 року до російського царя Олександра III звернулися з меморандумом сімнадцять естонських товариств, закликаючи його до запровадження в Естонії інституту земств, які вже існували в інших частинах імперії, до рівного представництва у земствах естонців та балтійських німців та до адміністративної уніфікації етнічних естонських областей. Натхненником меморандуму був Карл Роберт Якобсон.
1891 року почала виходити перша естонська щоденна газета Postimees. За переписом 1897 року естонці мали другий після фінів рівень писемності в Російській імперії. 96.1 % населення, жінки й чоловіки, естонських районів Балтійських провінцій віком понад 10 років уміли читати й писати. Міста швидко естонізувалися, і до 1897 естонці складали дві третіх міського населення.

## Здобуття незалежності
У відповідь на період русифікації, яку російський уряд розпочав у 1880-х, естонський націоналізм набрав більш політичного звучання, інтелектуали стали закликати до збільшення автономії. Револіція 1905—1907 років ознаменувалася в Естонії закликами до свободи преси й свободи зібрань, за право голосу та за національну автономію. Здобутки естонців у революції були мінімальними, але напружена стабільність у проміжку між 1907 та 1917 роками сприяла зміцненню сподівань естонців на національну державу.
Після Лютневої революції 1917 року естонські землі уперше було об'єднано в одну адміністративну одиницю: Автономна губернія Естонія. Після того, як в жовтні 1917 року владу захопили більшовики, а німецькі війська здобули перемоги на російськими, 24 лютого 1918 року Естонія оголосила себе незалежною республікою.